# Nebula Man
Nebula Man è un personaggio immaginario della DC Comics. Comparve per la prima volta in Justice League of America n. 100 e 101 (1972).
Inizialmente era un criminale responsabile della scomparsa dei Sette Soldati della Vittoria. Ricomparve poi come Neh-Buh-Loh, antagonista principale nella serie del 2005-2006, Seven Soldiers di Grant Morrison. Prima di questa ricomparsa, Morrison rinarrò le sue origini, iniziata nel 1997 con una comparsa più esauriente in JLA: Classified (2005).

## Biografia del personaggio
Neh-Buh-Loh è di fatto la versione adulta dell'universo senziente noto come Qwewq. Comparve per la prima volta con il nome di Nebula Man in Justice League of America n. 100, descritto come un essere cosmico "il cui tocco ha il potere di 20 bombe atomiche". Si presume fosse stato creato dal criminale noto come Mano, affinché sconfiggesse gli originali Sette Soldati della Vittoria. Le sue azioni dispersero i Sette Soldati nel tempo, ma furono salvati sia dai membri della Justice League of America che dai membri della Justice Society of America. Nebula Man fu sconfitto quando la spalla di Crimson Avenger, Wing, si sacrificò nel colpo finale.
Durante la storia "Rock of Ages", Flash, Aquaman e Lanterna Verde furono inviati da Metron attraverso il tempo e lo spazio, atterrando su Wonderworld. Durante un breve giro nell'Omnitropolis di Wonderworld e nel distretto del suo museo fu menzionata l'esistenza di alcuni reperti particolari. Tra di questi vi erano un folletto malvagio della quinta dimensione intrappolato in una bottiglia della sesta, un tapis roulant cosmico del velocista Glimmer, e un universo larvale che loro chiamavano Qwewq. Fu detto loro che veniva nutrito e che speravano che potesse crescere fino a raggiungere il suo massimo potenziale.
Nebula Man comparve ancora una volta in Stars and S.T.R.I.P.E., prima di ricomparire in JLA: Classified dal n. 1 al n. 3, lavorando per Gorilla Grodd ed annunciando la fine del mondo. Allo stesso tempo, la Justice League si trovava nell'universo infantile di Qwewq, ignara che fosse la forma larvale di Neh-Buh-Loh.
Nella serie Seven Soldiers, Neh-Buh-Loh si rivelò alleato degli Sheeda, predatori temporali provenienti dalla fine dei tempi. Qui, nebula Man servì da cacciatore personale della regina Sheeda, Gloriana Tenebrae. Nel passato, Neh-Buh-Loh fu inviato ad uccidere l'innocente figliastra della regina, Rhiannon, alias Misty Kilgore. Tuttavia, mosso dalla sua bellezza, non riuscì a farle del male, consentendole di fuggire. Questa, per molti anni, fu la vergogna segreta di Neh-Buh-Loh.
Fu poi narrato che negli anni quaranta, Neh-Buh-Loh venne convocato dalla Mano utilizzando uno speciale corno sonico. La creatura cercava i "sette soldati", che, secondo una profezia avrebbero sconfitto la sua regina, Gloriana. Mano era troppo vecchio per puntarlo nella giusta direzione, scaraventando così i Sette Soldati a perdersi nel tempo.
Lo stesso corno sonico venne utilizzato dal nipote di Mano, Boy Blue, per convocare di nuovo Neh-Buh-Loh e gli Sheeda nel presente, portando alla distruzione un nuovo gruppo di Soldati creato dal Vigilante originale. Questo evento condusse all'ambientazione di "Harrowing of Earth" che gli eroi della serie Seven Soldiers tentarono di prevenire.
Neh-Buh-Loh fu infine sconfitto da Frankenstein, che sfuttò un difetto, insinuato in esso da bambino, quando gli Ultramarine Corps, un team di eroi, entrarono dentro Qwewq in cerca di redenzione per se stessi e per esso.

## Citazioni e riferimenti culturali
L'utilizzo di Neh-Buh-Loh in Seven Soldiers fu influenzato da numerosi personaggi mitologici e leggendari. La missione fallita dell'assassinio della figliastra della sua padrona, è un parallelo diretto della storia di Biancaneve.
Inoltre, il suo ruolo come Cacciatore onorario degli Sheeda ha degli elementi in comune con i personaggi della mitologia celtica come il dio cornuto Cernunnos e successive leggende come il Re delle cacce selvagge e Herne il Cacciatore.